# سنجاب پرنده سیبیلو
سنجاب پرنده سیبیلو (نام علمی: Petinomys genibarbis) نام یک گونه از سرده موش پروازی است.